# Dvojno knjigovodstvo
Dvojno knjigovodstvo skup je pravila za zapisivanje financijskih podataka u financijskom knjigovodstvu u kojem svaka transakcija ili događaj mijenja najmanje dva različita računa (konta) glavne knjige računa. Tako da se svaka poslovna promjena upisuje najmanje dva puta.

## Povijest
Ime potječe od činjenice da su financijske podatke upisivale, pomoću olovke i tinte na papiru, odnosno u knjigama - otuda "knjigovodstvo" (a sada se uglavnom snimaju u računalnim sustavima) i da je svaka transakcija dva puta upisana (otuda "dvojno"), s jedne strane transakcije se upisuju u dugovnu stranu, a s druge u potražnu stranu. Izumiteljem se smatra Luca Pacioli u 15. stoljeću, iako postoje pretpostavke da je dvojno knjigovodstvo prvi opisao dubrovački ekonomist Benedikt Kotruljević 36 godina prije Paciolija.

## Vanjske poveznice
- Limun.hr  Arhivirana inačica izvorne stranice od 16. prosinca 2011. (Wayback Machine)